# أبايا لاكوس

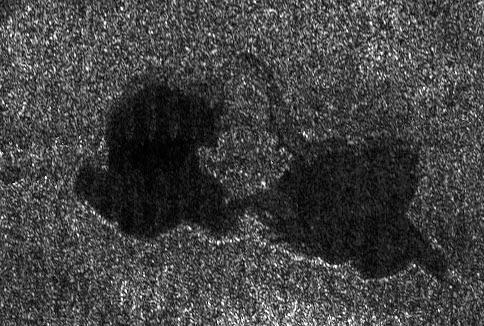
بحيرة أبايا لاكوس كما يظهرها مسبار كاسيني

أبايا لاكوس (بالإنجليزية: Abaya lacus)‏ هي واحدة من عدة بحيرات هيدروكربونية موجودة على تيتان أكبر أقمار زحل.
تتكون البحيرة من غازي الميثان السائل والإيثان، وتم الكشف عنها بواسطة مسبار الفضاء كاسيني.
و بحيرات تيتان تنتهي عادة بكلمة (لاكوس)، وحيرة (أبايا لاكوس) يبلغ طولها 65 كم. و سميت (أبايا لوكاس) بهذا الاسم على اسم بحيرة أبايا في إثيوبيا.